# Слободка (Ярмолинецкий район)
Слободка (укр. Слобідка) — село в Ярмолинецком районе Хмельницкой области Украины.
Население по переписи 2001 года составляло 231 человек. Почтовый индекс — 32123. Телефонный код — 3853. Занимает площадь 1,815 км². Код КОАТУУ — 6821889703.

## Местный совет
32123, Хмельницкая область, Ярмолинецкий р-н, с. Виноградовка

## Известные уроженцы
- Сухорябов, Владимир Викентьевич (1910—1950) — советский военачальник, полковник.